# Đất Việt
Đất Việt là album phòng thu thứ năm của nhóm nhạc rock Việt Bức Tường, được phát hành vào ngày 12 tháng 12 năm 2014 bởi Thăng Long Audio Visual. Đây là album được phát hành ngay vào dịp sinh nhật của thủ lĩnh Trần Lập và cũng là cột mốc đánh dấu 20 năm chơi nhạc của nhóm. Album Đất Việt và bài hát cùng tên đã được ấp ủ từ sau album Nam Châm nhưng không thể thực hiện được do thiếu sự nhất quán, nó đã được "thai nghén" rất lâu để có thể xuất hiện trước công chúng vào năm 2014.
Album Đất Việt đã mém được Bức Tường đặt tên là "Bức Tường - 20", album này được nhóm đem vào những vẻ đẹp của cuộc sống (Những Chuyến Đi Dài, Sóng, Tuổi 20,...), về lòng trắc ẩn bên trong mỗi người (Hiếm), về lịch sử, vẻ đẹp của đất nước, con người Việt Nam (Bản "trường ca" Đất Việt), về vẻ đẹp Tây Bắc qua trải nghiệm của Trần Lập (Men Say). Ngoài ra, bài hát Tháng 12 trong album cũng đã kể về thời điểm cuối năm cùng sum vầy bên nhau, là một ngọn lửa ấm ươm từ than nóng. Ca khúc Cơn Mưa Tháng 5 cũng rất được yêu thích.

## Danh sách ca khúc
Tất cả các ca khúc trên đây đều được sáng tác bởi Trần Lập.
| STT | Nhan đề                  | Thời lượng |
| --- | ------------------------ | ---------- |
| 1.  | "Tuổi 20"                | 3:22       |
| 2.  | "Sóng"                   | 3:15       |
| 3.  | "Những Chuyến Đi Dài **" | 3:45       |
| 4.  | "Men Say"                | 6:47       |
| 5.  | "Hiếm"                   | 4:04       |
| 6.  | "Cơn Mưa Tháng 5 *"      | 4:02       |
| 7.  | "Ước Mơ Của Tôi"         | 3:36       |
| 8.  | "Dấu Ấn"                 | 4:50       |
| 9.  | "Tháng 12"               | 4:35       |
| 10. | "Đất Việt"               | 8:51       |

*: Đồng sáng tác với Guitarist Trần Tuấn Hùng
**: Đồng sáng tác với Bassist Nguyễn Minh Đức

## Thành phần tham gia sản xuất
| Ê-kíp sản xuất - Hòa âm, phối khí và thực hiện: Ban nhạc Bức Tường - Biên tập: Trần Lập - Thu âm & mixing: Trần Thanh Phương tại Thanh Phương Studio - Sản xuất & phát hành: Thăng Long Audio Visual - Keyboards: Trần Nho Hoàng - Sáo trúc: Hoàng Anh - Backvocals: Phạm Thu Hà, nhóm Belcanto, Phương Princess | Ban nhạc Bức Tường - Trần Lập: Hát chính, sáng tác - Trần Tuấn Hùng: Guitarist, đồng sáng tác - Vũ Văn Hà: Guitarist - Nguyễn Minh Đức: Bassist, đồng sáng tác - Phạm Trung Hiếu: Trống |